# ترجمه قرآن موزه پارس
ترجمهٔ قرآن موزهٔ پارس ترجمهٔ فارسی بسیار کهنی از قرآن است. یک نسخه از این ترجمه در دست است و در موزهٔ پارس شیراز نگهداری می‌شود. نسخهٔ موجود حاوی ترجمهٔ متن قرآن از سورهٔ مریم تا پایان کتاب (سورهٔ ناس) است — یعنی نیمهٔ دوم کتاب.
مترجم، محل ترجمه، و زمان ترجمه هیچ‌یک معلوم نیست. با نظر در زبان ترجمه گمان بر این است که این ترجمه متعلق به اوایل سدهٔ پنجم هجری قمری است. گستردگی واژه‌های فارسی به‌کاررفته در این متن درخور توجه است. از ویژگی‌های زبانی ترجمهٔ قرآن موزهٔ پارس کاربرد ف به جای ب در بسیاری از تکواژهاست.
برای نمونه ترجمهٔ سورهٔ کوثر آورده می‌شود:
1. ما بدادیم ترا یا محمد نیکیهای بسیار.
2. نماز کن خداوندت را و اشتر بکش روز عید.
3. حقا که دشمن تو یا محمد او فی‌نام [=بی‌نام] دنبال بریدست.